# Cavariella digitata
Cavariella digitata är en insektsart. Cavariella digitata ingår i släktet Cavariella och familjen långrörsbladlöss. Inga underarter finns listade i Catalogue of Life.